# Ядерна бомба Mark 22
Ядерна бомба Mark 22 (Mk-22) — перше випробування термоядерного пристрою, проведеним Радіаційною лабораторією Каліфорнійського університету (UCRL). Випробування було частиною операції «Кастл» вибуху Куном. Mk-22 не зміг досягти нічого подібного до запланованої потужності через передчасний нагрів вторинної обмотки від впливу нейтронів. Як і інші випробування UCRL, заплановані для серії Кастл, пристрій "Шомпол" на рідкому паливі мав той самий основний недолік конструкції, що випробування було скасовано. Протягом місяця після невдалих результатів тестів бомби Mk-22 виробництво було припинено, оскільки Комісія з атомної енергії Сполучених Штатів зрозуміла, що нічого не можна зробити, щоб врятувати конструкцію.